# Lažištipavci
Lažištipavci, lažni štipavci ili pseudoškorpioni (Pseudoscorpiones) su vrlo sitne, do 8 mm dužine, paukolike životinje iz razreda arahnida koje jako podsjećaju na škorpione. Rasprostranjene su na svim kontinentima i dosta su česte, ali zbog malih dimenzija ostaju nezapažene. Poznato je i opisano preko 3000 vrsta lažnih škorpiona. Žive na skrovitim, tamnim mjestima, u špiljama, ispod lišća i kamenja, pod korom starog drveća, u gnijezdima ptica i sisavaca, na travnatim površinama pa čak i u starim knjigama, slikama.
Lažni štipavci korisni su ljudima jer love ličinke moljaca koji jedu tkaninu, knjižne uši, mrave, grinje i male mušice, a s obzirom na to da su mali i nisu agresivni nisu opasni za ljude. Rade se pokusi sa suzbijanjem varroe, nametnika koji napada pčele, uz pomoć lažištipavaca. 
Tijelo je podijeljeno na dva dijela:
- prozomu, na kojoj se nalazi 6 pari udova: helicere, pedipalpi i 4 para nogu za hodanje;
- opistozomu, koja se sastoji od 12 segmenata i ne sadrži ekstremitete.

Od škorpiona se razlikuju po tome što nemaju postabdomen. Helicere su im dobro razvijene kao i klještoliki pedipalpi. Otrovne žlijezde se nalaze u osnovi pedipalpa, a na njihovim vrhovima se ove žlijezde izlijevaju. Hrane se sitnim člankonošcima tako što ih hvataju pedipalpima, koji su uvijek ispruženi prema naprijed, i ubijaju ubrizgavajući otrov, a zatim se žrtva rastrga helicerama i počinje maceriranje i pretprobava. Poluprobavljena hrana usisava se prednjim crijevom.
Na vrhu pokretnog članka helicera otvaraju se kanali paučinaste žlijezde. Izlučina ovih žlijezda služi za pravljenje gnijezda.
U Hrvatskoj živi čak 109 vrsta iz ovog reda, po čemu je Hrvatska jedna od najraznovrsnijih zemalja u svijetu.

## Klasifikacija
Red Pseudoscorpiones dijeli se na natporodice:
- Chthonioidea
- Neobisioidea
- Garypoidea
- Cheiridioidea
- Feaelloidea
- Cheliferoidea

## Vanjske poveznice
- BioNet Škola  Arhivirana inačica izvorne stranice od 6. listopada 2008. (Wayback Machine)
- un site de passionée consacré uniquement au arachnides  Arhivirana inačica izvorne stranice od 13. veljače 2006. (Wayback Machine)
- un forum spécialé très fréquenté pas de nombreux eleveurs d'arachnides
- Insectopia  Arhivirana inačica izvorne stranice od 11. ožujka 2007. (Wayback Machine)
- Le groupement d'étude des arachnides  Arhivirana inačica izvorne stranice od 6. studenoga 2008. (Wayback Machine)
- Forum très fréquenté d'amateurs de mygales